# Mr. Prospector
Mr. Prospector (1970-1999) est un cheval de course pur-sang anglais né aux États-Unis en 1970 de l'union de Raise a Native et de Gold Digger, par Nashua. Il est l'un des étalons les plus influents de l'élevage mondial. 

## Carrière de courses
Pourvu de belles origines, Mr. Prospector passa sur le ring yearling et fit tomber le marteau à 200 000 dollars, une somme considérable pour l'époque. Il eut la malchance de naitre la même année que le mythique Secretariat et le champion Forego, mais évoluait de toute façon un ton en dessous des meilleurs. Il brilla cependant sur les parcours de vitesse, gagnant sept de ses neuf sorties et s'appropriant quelques records. L'une de ses meilleures performances est sa deuxième place dans le Carter Handicap derrière Forego.

### Résumé de carrière
| Date        | Hippodrome      | Pays        | Course                   | Statut      | Distance    | Jockey      | Place       | Vainqueur ou deuxième |
| 1973, 3 ans | 1973, 3 ans     | 1973, 3 ans | 1973, 3 ans              | 1973, 3 ans | 1973, 3 ans | 1973, 3 ans | 1973, 3 ans | 1973, 3 ans           |
| ----------- | --------------- | ----------- | ------------------------ | ----------- | ----------- | ----------- | ----------- | --------------------- |
| 6 février   | Hilaeah Park    | États-Unis  | Maiden                   |             | 1 200 m     | W. Bram     | 1er         | Shumiky               |
| 21 février  | Hilaeah Park    | États-Unis  | Allowance                |             | 1 400 m     | W. Bram     | 1er         | Borage                |
| 31 mars     | Gulfstream Park | États-Unis  | Allowance                |             | 1 200 m     | W. Bram     | 1er         | Son of Glut           |
| 17 avril    | Keeneland       | États-Unis  | Calmet Purse             |             | 1 700 m     | W. Bram     | 3e          | Our Native            |
| 1er mai     | Churchill Downs | États-Unis  | Derby Trial Stakes       |             | 1 600 m     | W. Bram     | 2e          | Settecento            |
| 1974, 4 ans |                 |             |                          |             |             |             |             |                       |
| 23 février  | Gulfstream Park | États-Unis  | Allowance                |             | 1 200 m     | W. Bram     | 1er         | Close Watch           |
| 25 février  | Aqueduct        | États-Unis  | Paumonok Handicap        | Gr. 3       | 1 600 m     | W. Bram     | 3e          | Torsion               |
| 5 mars      | Hilaeah Park    | États-Unis  | Royal Poinciana Handicap |             | 1 400 m     | W. Bram     | 2e          | Lonetree              |
| 20 avril    | Garden State    | États-Unis  | Whirlaway Handicap       |             | 1 400 m     | W. Bram     | 1er         | Petrograd             |
| 9 mai       | Aqueduct        | États-Unis  | Haigan Race              |             | 1 800 m     | W. Bram     | 1er         | Pension Plan          |
| 18 mai      | Belmont Park    | États-Unis  | Carter Handicap          | Gr. 2       | 1 900 m     | W. Bram     | 2e          | Forego                |
| 7 juin      | Belmont Park    | États-Unis  | Solicitor II Race        |             | 2 400 m     | W. Bram     | 4e          | Shelter Bay           |
| 19 juin     | Belmont Park    | États-Unis  | Gravesend Handicap       |             | 1 900 m     | J. Vazquez  | 1er         | Infuriator            |
| 4 juillet   | Liberty Bell    | États-Unis  | Firecracker Handicap     | Gr. 3       | 1 700 m     | J. Vazquez  | 2e          | Barbizon Streak       |

## Au haras
Toute autre est l'empreinte laissée par Mr. Prospector dans l'élevage mondial, se révélant aussitôt comme un géniteur exceptionnel et très influent. Son propriétaire ne s'y est pas trompé, en le revendant pour 20 millions de dollars après que sa première production soit apparue sur les hippodromes. Le cheval faisait alors la monte en Floride, et Peter Brant, acquis une majorité des parts dans le but de l'installer au grand haras Claiborne Farm. Le prix d'une saillie de Mr. Prospector culminait à 460 000 dollars dans les années 80, et encore autour de 180 000 dollars à la fin de sa vie, alors que le marché était largement revenu des grandes envolées des années 80. Deux fois Tête de liste des étalons américains (en 1987 et 1988), neuf fois Tête de liste des pères de mères en Amérique du Nord (de 1997 à 2003, puis en 2005 et 2006), il compta 664 produits. Parmi eux, 530 gagnèrent au moins une course, 181 furent "stakes winner" (lauréat d'une course importante), dont 47 vainqueurs de groupe 1
La progéniture de celui qu'on appelait « Mr. P. » est si brillante qu'elle est aujourd'hui la plus importante alternative au sang de Northern Dancer, si présent dans l'élite des pur-sang que l'on frise la saturation. Il s'est avéré, en outre, comme un excellent père d'étalons, eux-mêmes brillants en courses, tels que Kingmambo, Machiavellian, Miswaki (d'où Urban Sea), Woodman, Gulch, Seeking the Gold (père du phénomène Dubai Millennium), Fappiano ou encore Smart Strike. Parmi la multitude de champions revendiquant Mr. Prospector dans leur ascendance mâle, on peut citer Real Quiet, California Chrome, Gun Runner, Summer Bird, American Pharoah, Thunder Gulch, Point Given, Smarty Jones, Street Cry, Curlin...   
Ses filles se sont également remarquablement comportées comme poulinières, à l'image de la championne Coup de Génie, grand-mère de Bago (cf. article détaillé sur Coup de Folie), Prospector's Delite, mère de Mineshaft, Preach, grand-mère de Tapit, l'un des meilleurs étalons américains, ou encore Love Style, qui a donné un autre reproducteur exceptionnel, Scat Daddy (d'où Justify). 
Parmi les meilleurs produits de « Mr. P. », on peut citer :  
- Kingmambo : Poule d'Essai des Poulains, St. James's Palace Stakes, Prix du Moulin de Longchamp. Grand étalon, père notamment de  El Condor Pasa, Divine Proportions et Henrythenavigator.
- Conquistador Cielo : Belmont Stakes, Metropolitan Handicap. Cheval de l'année 1982.
- Miswaki : Prix de la Salamandre, père de Urban Sea et Black Tie Affair (Breeders' Cup Classic, cheval de l'année 1991).
- It's In The Air : Alabama Stakes, Ruffian Handicap, Vanity Handicap, 2 ans de l'année aux États-Unis (1978).
- Fappiano : Metropolitan Handicap, Forego Handicap.
- Afleet : Cheval de l'année 1987 au Canada.
- Gone West : Dwyer Stakes, grand étalon, père de Zafonic.
- Gulch : Hopeful Stakes, Belmont Futurity, Wood Memorial Stakes, Metropolitan Handicap, Breeders' Cup Sprint, père de Thunder Gulch.
- Forty Niner : Champagne Stakes, Travers Stakes. 2 ans de l'année aux États-Unis (1987).
- Ravinella : 1000 Guineas, Cheveley Park Stakes, Poule d'Essai des Pouliches.
- Seeking The Gold : Super Derby, Dwyer Stakes. Père de Dubai Millennium.
- Machiavellian : Prix de la Salamandre, grand étalon, père de Street Cry.
- Rhythm : Breeders' Cup Juvenile, Travers Stakes. 2 ans de l'année aux États-Unis (1990).
- Coup de Génie : Prix Morny, Prix de la Salamandre.
- Smart Strike : Philip H. Iselin Handicap. Tête de liste des étalons américains (2007, 2008). Père de Curlin.
- Golden Attraction : Spinaway Stakes, Frizette Stakes, Matron Stakes.
- Fusaichi Pegasus : Kentucky Derby.
- Prospector's Delite : Ashland Stakes, Acorn Stakes, mère de Mineshaft.
- Woodman : étalon, père de Hector Protector, Bosra Sham, Hawk Wing.

Mr. Prospector est mort en juin 1999 dans le haras où il officiait, Claiborne Farm, dans le Kentucky. Il est enterré entre Nijinsky et Secretariat. 

## Origines
| Origines de Mr.Prospector (USA), mâle bai né en 1970 | Origines de Mr.Prospector (USA), mâle bai né en 1970 | Origines de Mr.Prospector (USA), mâle bai né en 1970 | Origines de Mr.Prospector (USA), mâle bai né en 1970 |
| ---------------------------------------------------- | ---------------------------------------------------- | ---------------------------------------------------- | ---------------------------------------------------- |
| Père Raise a Native                                  | Native Dancer                                        | Polynesian                                           | Unbreakable                                          |
| Père Raise a Native                                  | Native Dancer                                        | Polynesian                                           | Black Polly                                          |
| Père Raise a Native                                  | Native Dancer                                        | Geisha                                               | Discovery                                            |
| Père Raise a Native                                  | Native Dancer                                        | Geisha                                               | Miyako                                               |
| Père Raise a Native                                  | Raise You                                            | Case Ace                                             | Teddy                                                |
| Père Raise a Native                                  | Raise You                                            | Case Ace                                             | Sweetheart                                           |
| Père Raise a Native                                  | Raise You                                            | Lady Glory                                           | American Flag                                        |
| Père Raise a Native                                  | Raise You                                            | Lady Glory                                           | Beloved                                              |
| Mère Gold Digger                                     | Nashua                                               | Nasrullah                                            | Nearco                                               |
| Mère Gold Digger                                     | Nashua                                               | Nasrullah                                            | Mumtaz Begum                                         |
| Mère Gold Digger                                     | Nashua                                               | Segula                                               | Johnstown                                            |
| Mère Gold Digger                                     | Nashua                                               | Segula                                               | Sekhmet                                              |
| Mère Gold Digger                                     | Sequence                                             | Count Fleet                                          | Reigh Count                                          |
| Mère Gold Digger                                     | Sequence                                             | Count Fleet                                          | Quickly                                              |
| Mère Gold Digger                                     | Sequence                                             | Miss Dogwood                                         | Bull Dog                                             |
| Mère Gold Digger                                     | Sequence                                             | Miss Dogwood                                         | Myrtlewood (famille 13-c)                            |